# Brunei vid världsmästerskapen i simsport 2024
Brunei tävlade vid världsmästerskapen i simsport 2024 i Doha i Qatar mellan den 2 och 18 februari 2024. Brunei hade en trupp på tre idrottare, varav en kvinna och två män.

## Tävlande per sport
Följande är en lista över antalet tävlande per sport.
| Sport   | Herrar | Damer | Totalt |
| ------- | ------ | ----- | ------ |
| Simning | 2      | 1     | 3      |
| Totalt  | 2      | 1     | 3      |

## Simning
Herrar
| Idrottare   | Gren          | Heat    | Heat      | Semifinal        | Semifinal        | Final            | Final            |
| Idrottare   | Gren          | Tid     | Placering | Tid              | Placering        | Tid              | Placering        |
| ----------- | ------------- | ------- | --------- | ---------------- | ---------------- | ---------------- | ---------------- |
| Haziq Samil | 50 m frisim   | 25,72   | 85        | Gick inte vidare | Gick inte vidare | Gick inte vidare | Gick inte vidare |
| Haziq Samil | 100 m frisim  | 55,36   | 88        | Gick inte vidare | Gick inte vidare | Gick inte vidare | Gick inte vidare |
| Zeke Chan   | 100 m ryggsim | 1.00,49 | 50        | Gick inte vidare | Gick inte vidare | Gick inte vidare | Gick inte vidare |
| Zeke Chan   | 200 m ryggsim | 2.12,94 | 33        | Gick inte vidare | Gick inte vidare | Gick inte vidare | Gick inte vidare |

Damer
| Idrottare   | Gren           | Heat    | Heat      | Semifinal        | Semifinal        | Final            | Final            |
| Idrottare   | Gren           | Tid     | Placering | Tid              | Placering        | Tid              | Placering        |
| ----------- | -------------- | ------- | --------- | ---------------- | ---------------- | ---------------- | ---------------- |
| Hayley Wong | 100 m frisim   | 1.03,49 | 65        | Gick inte vidare | Gick inte vidare | Gick inte vidare | Gick inte vidare |
| Hayley Wong | 100 m bröstsim | 1.20,28 | 49        | Gick inte vidare | Gick inte vidare | Gick inte vidare | Gick inte vidare |